# Australobius malabarus
Australobius malabarus är en mångfotingart som beskrevs av Chamberlin 1944. Australobius malabarus ingår i släktet Australobius och familjen stenkrypare. Inga underarter finns listade i Catalogue of Life.